# (322390) Planes de Son
(322390) Planes de Son es un asteroide perteneciente al cinturón exterior de asteroides, descubierto el 9 de junio de 2004 por el equipo del Spacewatch desde el Observatorio Nacional de Kitt Peak, Arizona, Estados Unidos.

## Designación y nombre
Designado provisionalmente como 2011 QN42. Fue nombrado Les Planes de Son en homenaje al Observatorio Astronómico ubicado a 1.500 metros de altura en el Pirineo catalán, utilizado tanto para la educación ambiental como para la investigación. El observatorio astronómico, donde fue redescubierto este asteroide, combina programas científicos con actividades para el público en general y las escuelas.

## Características orbitales
Les Planes de Son está situado a una distancia media del Sol de 3,232 ua, pudiendo alejarse hasta 3,531 ua y acercarse hasta 2,934 ua. Su excentricidad es 0,092 y la inclinación orbital 5,644 grados. Emplea 2123 días en completar una órbita alrededor del Sol.

## Características físicas
La magnitud absoluta de Planes de Son es 15,7.